# قارچ‌های ریزانگوری
قارچ‌های زنگاری میکروبوتریومایستس(نام علمی: Microbotryomycetes) نام یک رده از زیرشاخه قارچ‌های زنگاری است.